# Surug

Estats arameus a Mesopotàmia al segle IX aC

Surug fou un estat arameu a la vora de l'Eufrates, fundat vers el 1000 aC, amb centre a Surug a mig camí antre Haran i Birecik i entre Haran i Karkemish. Al segle ix aC era tributari d'Assíria. A una inscripció de Salmanassar III (859-824 aC) se l'esmenta amb altres estats arameus, i llavors estava governat pel rei Gaidu o Ga'idu. Desapareix després del segle ix aC.